# إستيتوتو لوس
إستيتوتو لوس (بالايطالية: "Istituto Luce")، مع كونه اختصارًا لـ "الاتحاد السينمائي التربوي"، كانت شركة إيطالية، تأسست عام 1924 خلال العصر الفاشي.
شارك المعهد، ومقره في روما، في إنتاج وتوزيع الأفلام والأفلام الوثائقية المعدة لعرضها في دور السينما. تشتهر بأنها كانت أداة دعائية قوية للنظام الفاشي، وتعتبر أقدم مؤسسة عامة مكرسة لإنتاج وتوزيع المواد السينمائية لأغراض تعليمية وإعلامية في العالم.

## روابط خارجية
- الموقع الرسمي
- قناة يوتيوب الرسمية
- الأرشيف التاريخي